# 2. slovenska narodnoosvobodilna udarna brigada »Ljubo Šercer«
2. slovenska narodnoosvobodilna udarna brigada »Ljubo Šercer« (tudi Šercerjeva brigada; krajše 2. SNOUB »Ljubo Šercer«) je bila slovenska partizanska brigada med drugo svetovno vojno. Poimenovana je bila po narodnem heroju Ljubu Šercerju.

## Zgodovina
Brigada je bila ustanovljena 16. septembra 1942, medtem ko je bila formirana 6. oktobra istega leta na Mokrecu.
Pregled vojne
Med 32-mesečnim bojevanjem je brigada delovala v celotni Notranjski, na Kočevskem, v Beli krajini, v južni Primorski, v Suhi krajini, delu Dolenjske, na Štajerskem in na Koroškem.
V tem času je ubila 2.806, ranila najmanj dvakrat toliko in zajela 1.491 sovražnikovih vojakov. Uničila je 57,5 km železniške proge, 6 predorov, 36 mostov (železniških in cestnih), 19 lokomotiv, 85 vagonov, 7 železniških postaj, 3 tanke ter nekaj deset kamionov. Zaplenila je 5 tankov, 7 oklepnih avtomobilov, 35 tovornjakov, 3 topove, 25 minometov, 39 težkih in 59 puškomitraljezov, 233 brzostrelk, 885 pušk in 182 pištol. V to oceno so upoštevani podatki do kapitulacije Nemčije.

## Organizacija in struktura
januar 1944
- poveljstvo
- 1. bataljon
- 2. bataljon
- 3. bataljon
1. četa
2. četa
3. (težka) četa (dva PT topa in minometi)
- izvidniški vod
- minerski vod

marec 1944
- poveljstvo
- 1. bataljon
1. četa
2. četa
- 2. bataljon
1. četa
2. četa
- izvidniški vod
- minerski vod

## Oborožitev in oprema
julij 1943
- 22 mitraljezov
- 1 lahki minomet
- 45 tovornjakov
- 3 oklepni avtomobili
- oklepni avto s topom
- 3 tanki

## Pripadniki brigade

### Poveljstvo
Poveljnik
- Bojan Polak-Stjenka
- Jakob Rihar-Jaka
- Mićo Došenović

Namestnik poveljnika
- Vinko Simončič

Politični komisar
- Mihael Butara

Namestnik političnega komisarja
- Bojan Škrk

Načelnik štaba
- Mirko Prodnik

### Moštvo
- julij 1943 - 620
- 3. januar 1944 - 566 (325 prisotnih)
- 23. marec 1944 - 135
- 23. april 1944 - 198

Skupaj je okoli 5.600 partizanov služilo v vrstah brigade, od tega se je 2.800 udeležilo bojev. Padlo je 531 pripadnikov brigade.

### PripadnikiKP
23. aprila 1944 je bilo v brigadi 67 članov, 4 kandidati in 33 članov SKOJa (104 komunisti od 198 pripadnikov - 52,5 % moštva).

### Narodni heroji
- Bojan Polak-Stjenka
- Vinko Simončič-Gašper

## Odlikovanja in priznanja
- red narodnega heroja
- red ljudske osvoboditve
- red partizanske zvezde z zlatim vencem
- red zaslug za ljudstvo z zlato zvezdo.